# Tore Torsson
Tore Albin Wilhelm Torsson, född den 23 oktober 1915 i Östra Torsås församling, Kronobergs län, död den 17 december 2004 i Ronneby, var en svensk ämbetsman.
Torsson avlade studentexamen i Lund 1935 och juris kandidatexamen vid Lunds universitet 1941. Han genomförde tingstjänstgöring i Sunnerbo domsaga 1942–1944. Torsson blev biträdande länsnotarie i Kalmar län 1944, extra länsbokhållare i Kronobergs län 1944, taxeringinspektör där 1946, förste taxeringsinspektör 1952, tillförordnad länsassessor i Älvsborgs län 1959, ordinarie länsassessor i Jönköpings län samma år, biträdande taxeringsintendent i Blekinge län 1960, länsassessor där 1961, biträdande taxeringsintendent i Kalmar län samma år och tillförordnad byråchef i Centrala folkbokförings- och uppbördsnämnden 1964. Han var förste taxeringsintendent i Blekinge län 1965–1971 och länsråd där 1971–1980. Torsson blev riddare av Nordstjärneorden 1969. Han vilar i sin familjegrav på Oderljunga kyrkogård.